# Copa Mundial Femenina de Fútbol Sub-19 de 2002
El Campeonato Mundial del Fútbol Femenino Sub-19 de la FIFA Canadá 2002 (en inglés: FIFA U-19 Women's World Championship Canada 2002; en francés: Championnat du Monde de Football Féminin U-19 de la FIFA 02) fue la primera edición de la Copa Mundial Femenina de Fútbol Sub-19 organizada por la FIFA. Esta versión del torneo se realizó del 17 de agosto al 1 de septiembre de 2002 en Canadá, país que fue seleccionado como sede en marzo de 2001. Contó con la participación de 12 selecciones nacionales.
Un total de 74 equipos disputaron las fases y torneos de clasificación; de todos ellos, 11 accedieron al certamen final, al cual Canadá se encontraba clasificado como anfitrión. El campeón fue Estados Unidos, que venció justamente en la final al equipo local por 1-0, con el gol de oro de Lindsay Tarpley en el minuto 109.
Con 101 tantos marcados en 26 partidos, es la Copa Mundial Femenina juvenil con mayor promedio de goles en la historia. La delantera canadiense Christine Sinclair se consagró como la máxima artillera del torneo con 10 goles, la mayor cantidad anotada por una futbolista en una sola edición de la competición (récord que comparte con Alexandra Popp, quien alcanzó la misma marca en 2010).

## Organización

### Sedes
| Canadá                      | Canadá             | Canadá             |
| Edmonton                    | Vancouver          | Victoria           |
| --------------------------- | ------------------ | ------------------ |
| Alberta                     | Columbia Británica | Columbia Británica |
| Estadio de la Mancomunidad  | Estadio Swangard   | Estadio Centennial |
| Capacidad: 60 000           | Capacidad: 6 000   | Capacidad: 6 000   |
|                             |                    |                    |
| Edmonton Vancouver Victoria |                    |                    |

## Equipos participantes
| Confederación | Confederación | Confederación | Confederación | Confederación | Confederación |
| ------------- | ------------- | ------------- | ------------- | ------------- | ------------- |
| AFC           | CAF           | Concacaf      | Conmebol      | OFC           | UEFA          |

| Equipos participantes | Equipos participantes | Equipos participantes | Equipos participantes |
| --------------------- | --------------------- | --------------------- | --------------------- |
| Alemania              | Canadá                | Estados Unidos        | Japón                 |
| Australia             | China Taipéi          | Francia               | México                |
| Brasil                | Dinamarca             | Inglaterra            | Nigeria               |

## Fase de grupos
- Los horarios son correspondientes a la hora local:
  -  Tiempo de la montaña (MDT): (UTC−6).

### Grupo A
| Selección | Pts. | PJ | PG | PE | PP | GF | GC | Dif. |
| --------- | ---- | -- | -- | -- | -- | -- | -- | ---- |
| Canadá    | 9    | 3  | 3  | 0  | 0  | 9  | 2  | 7    |
| Japón     | 4    | 3  | 1  | 1  | 1  | 3  | 6  | −3   |
| Dinamarca | 3    | 3  | 1  | 0  | 2  | 5  | 6  | −1   |
| Nigeria   | 1    | 3  | 0  | 1  | 2  | 2  | 5  | −3   |

| 18 de agosto de 2002 | Canadá                             | 3:2 (1:0) | Dinamarca                            | Estadio de la Mancomunidad, Edmonton                       |                                                            |
| 16:00 MDT (UTC−6)    | Sinclair 15' · Rowe 68' · Lang 80' | Reporte   | Rasmussen 51' · Stentoft-Herping 53' | Asistencia: 25 000 espectadores Árbitra: Krystyna Szokolai | Asistencia: 25 000 espectadores Árbitra: Krystyna Szokolai |

| 18 de agosto de 2002 | Nigeria     | 1:1 (1:1) | Japón    | Estadio de la Mancomunidad, Edmonton                           |                                                                |
| 18:15 MDT (UTC−6)    | Iwuagwu 36' | Reporte   | Sudo 26' | Asistencia: 10 000 espectadores Árbitra: Dianne Ferreira-James | Asistencia: 10 000 espectadores Árbitra: Dianne Ferreira-James |

| 20 de agosto de 2002 | Dinamarca          | 2:1 (1:0) | Nigeria     | Estadio de la Mancomunidad, Edmonton                 |                                                      |
| 17:45 MDT (UTC−6)    | Rasmussen 28', 47' | Reporte   | Oyewusi 76' | Asistencia: 7000 espectadores Árbitra: Sueli Tortura | Asistencia: 7000 espectadores Árbitra: Sueli Tortura |

| 20 de agosto de 2002 | Japón | 0:4 (0:2) | Canadá                           | Estadio de la Mancomunidad, Edmonton                      |                                                           |
| 20:00 MDT (UTC−6)    |       | Reporte   | Sinclair 9', 45' · Lang 53', 69' | Asistencia: 15 714 espectadores Árbitra: Cristina Babadac | Asistencia: 15 714 espectadores Árbitra: Cristina Babadac |

| 22 de agosto de 2002 | Dinamarca | 1:2 (1:0) | Japón        | Estadio de la Mancomunidad, Edmonton                         |                                                              |
| 17:45 MDT (UTC−6)    | Jensen 5' | Reporte   | Ōno 67', 73' | Asistencia: 6000 espectadores Árbitra: Dianne Ferreira-James | Asistencia: 6000 espectadores Árbitra: Dianne Ferreira-James |

| 22 de agosto de 2002 | Nigeria | 0:2 (0:1) | Canadá            | Estadio de la Mancomunidad, Edmonton                       |                                                            |
| 20:00 MDT (UTC−6)    |         | Reporte   | Sinclair 25', 69' | Asistencia: 15 803 espectadores Árbitra: Krystyna Szokolai | Asistencia: 15 803 espectadores Árbitra: Krystyna Szokolai |

### Grupo B
| Selección | Pts. | PJ | PG | PE | PP | GF | GC | Dif. |
| --------- | ---- | -- | -- | -- | -- | -- | -- | ---- |
| Brasil    | 9    | 3  | 3  | 0  | 0  | 10 | 3  | 7    |
| Alemania  | 6    | 3  | 2  | 0  | 1  | 5  | 2  | 3    |
| Francia   | 3    | 3  | 1  | 0  | 2  | 2  | 7  | −5   |
| México    | 0    | 3  | 0  | 0  | 3  | 5  | 10 | −5   |

| 17 de agosto de 2002 | Alemania        | 2:0 (1:0) | Francia | Estadio Swangard, Vancouver                          |                                                      |
| 17:00 PDT (UTC−7)    | Mittag 39', 90' | Reporte   |         | Asistencia: 5000 espectadores Árbitra: Maria Persson | Asistencia: 5000 espectadores Árbitra: Maria Persson |

| 17 de agosto de 2002 | México                                     | 3:5 (1:3) | Brasil                                                       | Estadio Swangard, Vancouver                        |                                                    |
| 19:30 PDT (UTC−7)    | Rico 8' (pen.) · Worbis 66' · Martínez 74' | Reporte   | Daniela 6', 14' · Tatiana 30' · Kelly 60' · Renata Costa 65' | Asistencia: 6000 espectadores Árbitra: Deng Junxia | Asistencia: 6000 espectadores Árbitra: Deng Junxia |

| 19 de agosto de 2002 | Francia               | 2:1 (2:1) | México     | Estadio Swangard, Vancouver                         |                                                     |
| 17:00 PDT (UTC−7)    | Ramos 21' · Abily 39' | Reporte   | Worbis 15' | Asistencia: 4500 espectadores Árbitra: Jill Proctor | Asistencia: 4500 espectadores Árbitra: Jill Proctor |

| 19 de agosto de 2002 | Brasil    | 1:0 (0:0) | Alemania | Estadio Swangard, Vancouver                       |                                                   |
| 19:30 PDT (UTC−7)    | Kelly 60' | Reporte   |          | Asistencia: 5537 espectadores Árbitra: Kari Seitz | Asistencia: 5537 espectadores Árbitra: Kari Seitz |

| 21 de agosto de 2002 | Francia | 0:4 (0:1) | Brasil                              | Estadio Swangard, Vancouver                       |                                                   |
| 17:00 PDT (UTC−7)    |         | Reporte   | Marta 44', 63', 73' · Cristiane 62' | Asistencia: 3500 espectadores Árbitra: Kari Seitz | Asistencia: 3500 espectadores Árbitra: Kari Seitz |

| 21 de agosto de 2002 | México     | 1:3 (1:1) | Alemania                              | Estadio Swangard, Vancouver                          |                                                      |
| 19:30 PDT (UTC−7)    | Worbis 24' | Reporte   | Müller 33' · Brendel 61' · Mittag 86' | Asistencia: 5552 espectadores Árbitra: Maria Persson | Asistencia: 5552 espectadores Árbitra: Maria Persson |

### Grupo C
| Selección      | Pts. | PJ | PG | PE | PP | GF | GC | Dif. |
| -------------- | ---- | -- | -- | -- | -- | -- | -- | ---- |
| Estados Unidos | 9    | 3  | 3  | 0  | 0  | 15 | 1  | 14   |
| Inglaterra     | 4    | 3  | 1  | 1  | 1  | 5  | 5  | 0    |
| Australia      | 4    | 3  | 1  | 1  | 1  | 5  | 5  | 0    |
| China Taipéi   | 0    | 3  | 0  | 0  | 3  | 1  | 15 | −14  |

| 17 de agosto de 2002 | Estados Unidos                                             | 5:1 (3:0) | Inglaterra | Estadio Centennial, Victoria                       |                                                    |
| 13:00 PDT (UTC−7)    | Tarpley 37' · Osborne 39' · O'Reilly 44' · Wilson 64', 74' | Reporte   | Ward 47'   | Asistencia: 2500 espectadores Árbitra: Mayumi Oiwa | Asistencia: 2500 espectadores Árbitra: Mayumi Oiwa |

| 17 de agosto de 2002 | China Taipéi | 1:5 (0:2) | Australia                                                 | Estadio Centennial, Victoria                          |                                                       |
| 15:15 PDT (UTC−7)    | Yen-Ling 84' | Reporte   | Crawford 30', 78' · Neilson 38' · Cannuli 85' · Harch 87' | Asistencia: 1700 espectadores Árbitra: Dagmar Damková | Asistencia: 1700 espectadores Árbitra: Dagmar Damková |

| 19 de agosto de 2002 | Inglaterra                               | 4:0 (2:0) | China Taipéi | Estadio Centennial, Victoria                      |                                                   |
| 17:00 PDT (UTC−7)    | Maggs 20' · Hickmott 26' · Ward 47', 85' | Reporte   |              | Asistencia: 2151 espectadores Árbitra: Fatou Gaye | Asistencia: 2151 espectadores Árbitra: Fatou Gaye |

| 19 de agosto de 2002 | Australia | 0:4 (0:1) | Estados Unidos                               | Estadio Centennial, Victoria                         |                                                      |
| 19:15 PDT (UTC−7)    |           | Reporte   | Wilson 14', 79' · Osborne 74' · O'Reilly 81' | Asistencia: 2600 espectadores Árbitra: Anri Hänninen | Asistencia: 2600 espectadores Árbitra: Anri Hänninen |

| 21 de agosto de 2002 | Inglaterra | 0:0     | Australia | Estadio Centennial, Victoria                       |                                                    |
| 17:00 PDT (UTC−7)    |            | Reporte |           | Asistencia: 3900 espectadores Árbitra: Mayumi Oiwa | Asistencia: 3900 espectadores Árbitra: Mayumi Oiwa |

| 21 de agosto de 2002                                                                                | China Taipéi | 0:6 (0:4) | Estados Unidos                                                                     | Estadio Centennial, Victoria                      |                                                   |
| 19:15 PDT (UTC−7)                                                                                   |              | Reporte   | Kakadelas 3' · Tarpley 10', 43' · Van Hollebeke 34' (pen.) · Hanks 48' · Ebner 59' | Asistencia: 2800 espectadores Árbitra: Fatou Gaye | Asistencia: 2800 espectadores Árbitra: Fatou Gaye |
| Mayor victoria de Estados Unidos y peor derrota de China Taipéi en la Copa Mundial Femenina Sub-19. |              |           |                                                                                    |                                                   |                                                   |

### Tabla de terceros
Los dos equipos mejor ubicados en esta tabla clasificaron a los cuartos de final.
| Selección | Gr. | Pts. | PJ | PG | PE | PP | GF | GC | Dif. |
| --------- | --- | ---- | -- | -- | -- | -- | -- | -- | ---- |
| Australia | C   | 4    | 3  | 1  | 1  | 1  | 5  | 5  | 0    |
| Dinamarca | A   | 3    | 3  | 1  | 0  | 2  | 5  | 6  | −1   |
| Francia   | B   | 3    | 3  | 1  | 0  | 2  | 2  | 7  | −5   |

## Fase de eliminatorias

### Cuadro de desarrollo
|  | Cuartos de final         | Cuartos de final        |                            |       | Semifinales                  | Semifinales                  |  |  | Final | Final |
|  |                          |                         |                            |       |                              |                              |  |  |       |       |
|  | 24 de agosto – Vancouver |                         |                            |       |                              |                              |  |  |       |       |
|  |                          |                         |                            |       |                              |                              |  |  |       |       |
|  | Brasil (t. s.)           | 4                       |                            |       |                              |                              |  |  |       |       |
|  | Brasil (t. s.)           | 4                       | 29 de agosto – Edmonton    |       |                              |                              |  |  |       |       |
|  | Australia                | 3                       |                            |       |                              |                              |  |  |       |       |
|  | Australia                | 3                       | Brasil                     | 1 (3) |                              |                              |  |  |       |       |
|  | 25 de agosto – Edmonton  |                         | Brasil                     | 1 (3) |                              |                              |  |  |       |       |
|  |                          | Canadá (p.)             | 1 (4)                      |       |                              |                              |  |  |       |       |
|  | Canadá                   | Canadá (p.)             | 1 (4)                      | 6     |                              |                              |  |  |       |       |
|  | Canadá                   |                         | 1 de septiembre – Edmonton | 6     |                              |                              |  |  |       |       |
|  | Inglaterra               | 2                       |                            |       |                              |                              |  |  |       |       |
|  | Inglaterra               | 2                       | Canadá                     | 0     |                              |                              |  |  |       |       |
|  | 25 de agosto – Victoria  |                         | Canadá                     | 0     |                              |                              |  |  |       |       |
|  |                          | Estados Unidos (t. s.)  | 1                          |       |                              |                              |  |  |       |       |
|  | Estados Unidos           | Estados Unidos (t. s.)  | 1                          | 6     |                              |                              |  |  |       |       |
|  | Estados Unidos           | 29 de agosto – Edmonton |                            | 6     |                              |                              |  |  |       |       |
|  | Dinamarca                | 0                       |                            |       |                              |                              |  |  |       |       |
|  | Dinamarca                | 0                       | Estados Unidos             | 4     |                              |                              |  |  |       |       |
|  | 25 de agosto – Edmonton  |                         | Estados Unidos             | 4     |                              |                              |  |  |       |       |
|  |                          | Alemania                | 1                          |       | Partido por el tercer puesto | Partido por el tercer puesto |  |  |       |       |
|  | Japón                    | Alemania                | 1                          | 1     | Partido por el tercer puesto | Partido por el tercer puesto |  |  |       |       |
|  | Japón                    |                         | 1 de septiembre – Edmonton | 1     |                              |                              |  |  |       |       |
|  | Alemania (t. s.)         | 2                       |                            |       |                              |                              |  |  |       |       |
|  | Alemania (t. s.)         | 2                       | Brasil                     | 1 (3) |                              |                              |  |  |       |       |
|  |                          |                         |                            |       |                              |                              |  |  |       |       |
|  | Alemania (p.)            | 1 (4)                   |                            |       |                              |                              |  |  |       |       |
|  | Alemania (p.)            | 1 (4)                   |                            |       |                              |                              |  |  |       |       |

### Cuartos de final
| 24 de agosto de 2002                                                                        | Brasil                                   | 4:3 (3:3, 3:1) (t. s.) | Australia                                      | Estadio Swangard, Vancouver                        |                                                    |
| 19:00 PDT (UTC−7)                                                                           | Marta 4', 45' · Kelly 42' · Daniela 119' | Reporte                | Reuter 34' · Crawford 51' · Kuralay 59' (pen.) | Asistencia: 6503 espectadores Árbitra: Deng Junxia | Asistencia: 6503 espectadores Árbitra: Deng Junxia |
| Daniela Alves marcó el primer gol de oro en la historia de la Copa Mundial Femenina Sub-19. |                                          |                        |                                                |                                                    |                                                    |

| 25 de agosto de 2002 | Canadá                                               | 6:2 (3:0) | Inglaterra               | Estadio de la Mancomunidad, Edmonton                      |                                                           |
| 13:00 MDT (UTC−6)    | Sinclair 5', 36', 52', 90+1', 90+3' · Thorlakson 45' | Reporte   | Maggs 65' · Westwood 80' | Asistencia: 23 595 espectadores Árbitra: Cristina Babadac | Asistencia: 23 595 espectadores Árbitra: Cristina Babadac |

| 25 de agosto de 2002 | Japón   | 1:2 (1:1, 1:0) (t. s.) | Alemania            | Estadio de la Mancomunidad, Edmonton                 |                                                      |
| 15:45 MDT (UTC−6)    | Ōno 44' | Reporte                | Bresonik 90+3' 114' | Asistencia: 5000 espectadores Árbitra: Sueli Tortura | Asistencia: 5000 espectadores Árbitra: Sueli Tortura |

| 25 de agosto de 2002                                                                             | Estados Unidos                                           | 6:0 (4:0) | Dinamarca | Estadio Centennial, Victoria                         |                                                      |
| 19:00 PDT (UTC−7)                                                                                | O'Reilly 11', 27' · Wilson 43', 45+2', 68' · Tarpley 57' | Reporte   |           | Asistencia: 4800 espectadores Árbitra: Anri Hänninen | Asistencia: 4800 espectadores Árbitra: Anri Hänninen |
| Mayor victoria de Estados Unidos y peor derrota de Dinamarca en la Copa Mundial Femenina Sub-19. |                                                          |           |           |                                                      |                                                      |

### Semifinales
| 29 de agosto de 2002 | Brasil                                    | 1:1 (1:1, 0:1) (t. s.)(3:4 p.) | Canadá                                          | Estadio de la Mancomunidad, Edmonton                   |                                                        |
| 17:15 MDT (UTC−6) | Marta 69'                                 | Reporte                        | Rustad 45+1'                                    | Asistencia: 37 194 espectadores Árbitra: Anri Hänninen | Asistencia: 37 194 espectadores Árbitra: Anri Hänninen |
| |                                           | Tiros desde el punto penal     |                                                 |                                                        |                                                        |
| | Marta · Kelly · Ariana · Daiane · Daniela |                                | Chapman · Sinclair · Vermeulen · Lang · Andrews |                                                        |                                                        |
| Primer partido en la historia de la Copa Mundial Femenina Sub-19 que se define por medio de los tiros desde el punto penal. |                                           |                                |                                                 |                                                        |                                                        |

| 29 de agosto de 2002 | Estados Unidos                            | 4:1 (3:1) | Alemania     | Estadio de la Mancomunidad, Edmonton                       |                                                            |
| 20:00 MDT (UTC−6)    | Tarpley 28' · Wilson 30', 45' · Oakes 86' | Reporte   | Bresonik 16' | Asistencia: 10 000 espectadores Árbitra: Krystyna Szokolai | Asistencia: 10 000 espectadores Árbitra: Krystyna Szokolai |

### Tercer puesto
| 1 de septiembre de 2002                                                            | Brasil                                          | 1:1 (1:1, 1:0) (t. s.)(3:4 p.) | Alemania                                        | Estadio de la Mancomunidad, Edmonton                 |                                                      |
| 11:00 MDT (UTC−6)                                                                  | Cristiane 33'                                   | Reporte                        | Bachor 49'                                      | Asistencia: 35 000 espectadores Árbitra: Mayumi Oiwa | Asistencia: 35 000 espectadores Árbitra: Mayumi Oiwa |
|                                                                                    |                                                 | Tiros desde el punto penal     |                                                 |                                                      |                                                      |
|                                                                                    | Renata Costa · Daiane · Diniz · Marta · Daniela |                                | Zietz · Odebrecht · Bresonik · Sabel · Guenther |                                                      |                                                      |
| Isabell Bachor anotó el gol 100 en la historia de la Copa Mundial Femenina Sub-20. |                                                 |                                |                                                 |                                                      |                                                      |

### Final
| 1 de septiembre de 2002                                                                                 | Canadá | 0:1 (0:0, 0:0) (t. s.) | Estados Unidos | Estadio de la Mancomunidad, Edmonton                           |                                                                |
| 14:00 MDT (UTC−6)                                                                                       |        | Reporte                | Tarpley 119'   | Asistencia: 47 784 espectadores Árbitra: Dianne Ferreira-James | Asistencia: 47 784 espectadores Árbitra: Dianne Ferreira-James |
| Primera y única final en la historia de la Copa Mundial Femenina Sub-19 en decidirse por el gol de oro. |        |                        |                |                                                                |                                                                |

|                                    |
| Bandera de Estados Unidos          |
| Campeón Estados Unidos 1.er título |

## Estadísticas

### Tabla general
| Pos. | Selección      | Pts. | PJ | PG | PE | PP | GF | GC | Dif. | Rend.  |
| ---- | -------------- | ---- | -- | -- | -- | -- | -- | -- | ---- | ------ |
| 1    | Estados Unidos | 18   | 6  | 6  | 0  | 0  | 26 | 2  | 24   | 100%   |
| 2    | Canadá         | 13   | 6  | 4  | 1  | 1  | 16 | 6  | 10   | 72,22% |
| 3    | Alemania       | 10   | 6  | 3  | 1  | 2  | 9  | 8  | 1    | 55,56% |
| 4    | Brasil         | 14   | 6  | 4  | 2  | 0  | 16 | 8  | 8    | 77,78% |
| 5    | Australia      | 4    | 4  | 1  | 1  | 2  | 8  | 9  | −1   | 33,33% |
| 6    | Inglaterra     | 4    | 4  | 1  | 1  | 2  | 7  | 11 | −4   | 33,33% |
| 7    | Japón          | 4    | 4  | 1  | 1  | 2  | 4  | 8  | −4   | 33,33% |
| 8    | Dinamarca      | 3    | 4  | 1  | 0  | 3  | 5  | 12 | −7   | 25%    |
| 9    | Francia        | 3    | 3  | 1  | 0  | 2  | 2  | 7  | −5   | 33,33% |
| 10   | Nigeria        | 1    | 3  | 0  | 1  | 2  | 2  | 5  | −3   | 11,11% |
| 11   | México         | 0    | 3  | 0  | 0  | 3  | 5  | 10 | −5   | 0%     |
| 12   | China Taipéi   | 0    | 3  | 0  | 0  | 3  | 1  | 15 | −14  | 0%     |

### Goleadoras
| Jugador            | Selección      | Goles |
| ------------------ | -------------- | ----- |
| Christine Sinclair | Canadá         | 10    |
| Kelly Wilson       | Estados Unidos | 9     |
| Marta              | Brasil         | 6     |
| Lindsay Tarpley    | Estados Unidos | 6     |
| Heather O'Reilly   | Estados Unidos | 4     |
| Daniela Alves      | Brasil         | 3     |
| Linda Bresonik     | Alemania       | 3     |
| Hayley Crawford    | Australia      | 3     |
| Kelly              | Brasil         | 3     |
| Kara Lang          | Canadá         | 3     |
| Anja Mittag        | Alemania       | 3     |
| Shinobu Ōno        | Japón          | 3     |
| Johanna Rasmussen  | Dinamarca      | 3     |
| Katy Ward          | Inglaterra     | 3     |
| Guadalupe Worbis   | México         | 3     |

## Premios y reconocimientos

### Balón de Oro
El Balón de Oro Adidas se otorga a la mejor jugadora de la competición, quien es escogida por un grupo técnico de FIFA basándose en las actuaciones a lo largo de la competencia. Para la evaluación son tomados en cuenta varios aspectos como las capacidades ofensivas y defensivas, los goles anotados, las asistencias a gol, el liderazgo para con su equipo, el comportamiento de la jugadora y la instancia a donde llegue su equipo. La segunda mejor jugadora se lleva el Balón de Plata y la tercera el Balón de Bronce.
| Premio          |  | Jugadora           | Selección      |
| --------------- |  | ------------------ | -------------- |
| Balón de Oro    |  | Christine Sinclair | Canadá         |
| Balón de Plata  |  | Marta              | Brasil         |
| Balón de Bronce |  | Kelly Wilson       | Estados Unidos |

### Bota de Oro
La Bota de Oro Adidas es el premio para la mayor goleadora del mundial. Para escoger a la ganadora, se toman en cuenta en primera instancia y ante todo, los goles anotados, y en caso de empate son tomadas en cuenta las asistencias de goles realizadas y finalmente quien tenga la mayor cantidad de goles en la menor cantidad de minutos jugados y por tanto mayor efectividad. La segunda mayor goleadora se lleva la Bota de Plata y la tercera la Bota de Bronce.
| Premio         |  | Jugadora           | Selección      | Goles | Asistencias |
| -------------- |  | ------------------ | -------------- | ----- | ----------- |
| Bota de Oro    |  | Christine Sinclair | Canadá         | 10    | 1           |
| Bota de Plata  |  | Kelly Wilson       | Estados Unidos | 9     | 1           |
| Bota de Bronce |  | Lindsay Tarpley    | Estados Unidos | 6     | 4           |

### Juego limpio
El Premio al Juego Limpio de la FIFA es otorgado por un grupo técnico de la FIFA al equipo que acumule menos faltas, menos tarjetas amarillas y rojas, así como el mayor respeto hacia el árbitro, hacia los rivales y hacia el público. Todos estos aspectos son evaluados a través de un sistema de puntos y criterios establecidos por el reglamento de la competencia.
| Premio                            | Selección |
| --------------------------------- | --------- |
| Premio al Juego Limpio de la FIFA | Japón     |

### Equipo estelar
| Porteras                  | Defensoras                                             | Mediocampistas                                                              | Delanteras                                                             |
| ------------------------- | ------------------------------------------------------ | --------------------------------------------------------------------------- | ---------------------------------------------------------------------- |
| Miho Fukumoto Erin McLeod | Candace-Marie Chapman Daiane Jill Oakes Jessica Wright | Linda Bresonik Ifeanyi Chiejine Daniela Carmelina Moscato Johanna Rasmussen | Marta Heather O'Reilly Christine Sinclair Kelly Wilson Lindsay Tarpley |